# Piotr Włostowic

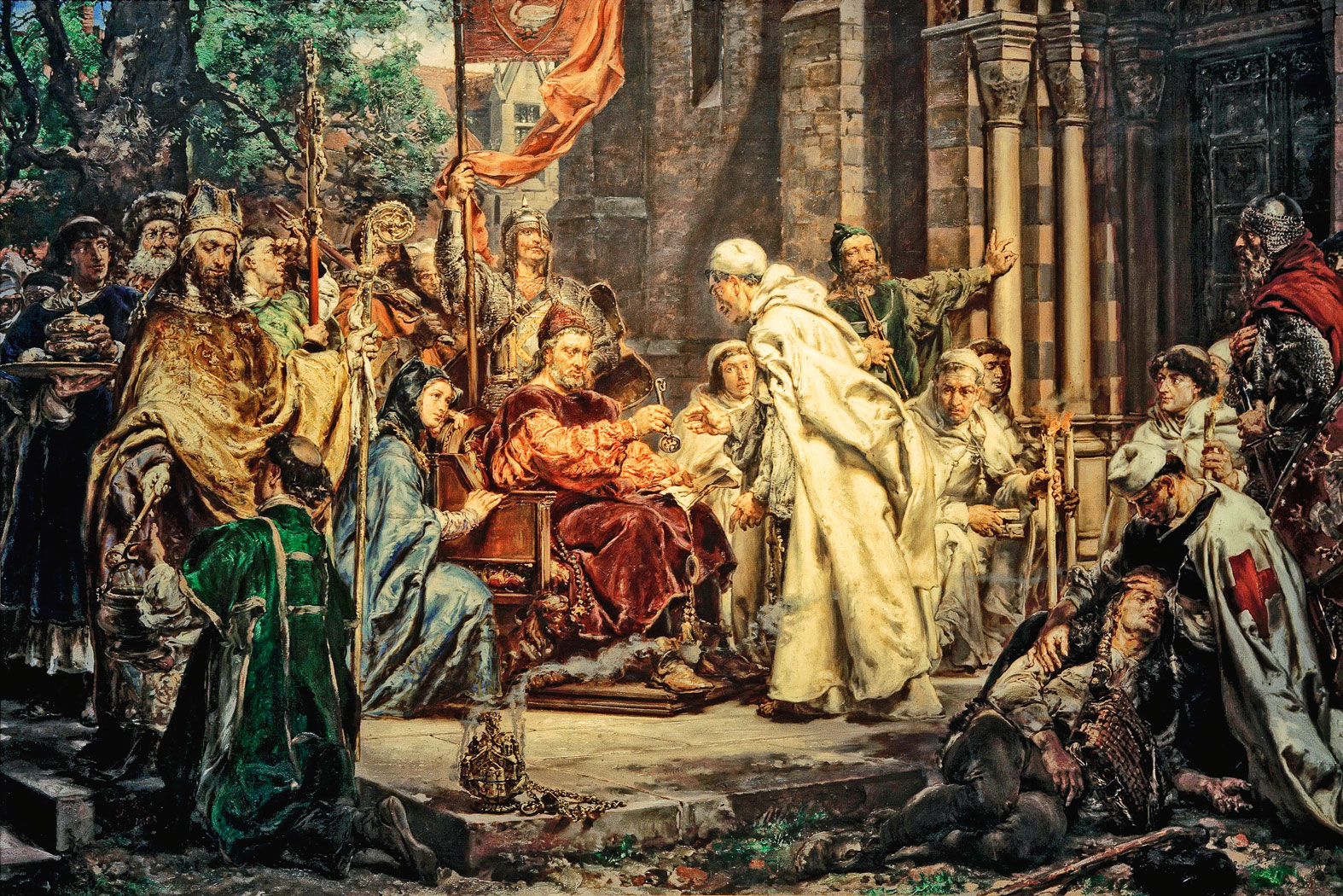
Piotr Włostowic sprowadza cystersów, obraz Jana Matejki

Piotr Włostowic (także Piotrek oraz Włast lub Włost) zwany później Duninem i Duńczykiem (ur. ok. 1080, zm. 1153) – możnowładca polski z rodu Łabędziów, syn Włosta i od 1117 roku palatyn Bolesława Krzywoustego. Wywodził się prawdopodobnie z dawnego rodu książąt śląskich, na co wskazuje umiejscowienie jego włości w tak ważnych dla Śląska miejscach, jak wyspa Piasek we Wrocławiu oraz ziemie wokół góry Ślęży. Główną siedzibą Piotra Włostowica był wrocławski Ołbin. Według Franciszka Piekosińskiego dziad Piotra Włostowica mógł przybyć na Śląsk z Danii. Miał brata Bogusława, w którego włościach był lewy brzeg Odry. Protoplasta rodu Duninów. 

## Życiorys

### Lata młodości
Niewiele można powiedzieć o młodości Piotra Włostowica, nieznana jest nawet dokładna data jego narodzin, ale wielu historyków określa rok urodzenia na 1080, a więc byłby tylko 6 lat starszy od Bolesława Krzywoustego. Do jego rodziny należała góra Ślęża wraz z otaczającymi ją wioskami.

### Pojmanie księcia Wołodara
Do najbardziej znanych czynów Piotra należy porwanie księcia Wołodara Rościsławowicza. 
Podczas wyprawy Bolesława Krzywoustego na Pomorze, sytuację tę wykorzystał książę przemyski Wołodar, przekraczając zachodnie granice księstwa przemyskiego i wkraczając na tereny polskie. Kroniki ruskie wspominają o wyprawie na Biecz. Włostowic wykazał się wielką odwagą. Oświadczył swojemu panu, że „on sam uda się do niego i odniesie nad nim bezkrwawe zwycięstwo”. Upozorował bunt przeciw Krzywoustemu i wkradł się w łaski Wołodara, który przyjął go z otwartymi rękoma. Przemyski książę radził się Piotra w wielu sprawach związanych z wojną w nadziei, że odniesie zwycięstwo nad Polską. Razem ucztowali przy winie z wołodarskiej piwniczki. Podobno Włostowic nawet trzymał książęcego syna do chrztu. Dopiero podczas jednego z licznych polowań okazało się, o co tak naprawdę chodziło Polakowi. Książę zapędziwszy się trochę dalej od grodu, został sam z Piotrem i jego ludźmi, którzy wykorzystując nadarzającą się okazję, porwali Wołodara i doprowadzili go przed oblicze Krzywoustego. Za swego władcę księstwo przemyskie musiało wypłacić ogromny okup, którego całość trafiła do skarbca księcia Bolesława Krzywoustego (Włostowic zrzekł się jakichkolwiek korzyści z tego okupu). W uznaniu zasług książę darował Włostowicowi wiele ze swoich ziem, m.in. kasztelanię skrzyńską oraz kompleks dóbr w Książu Wielkim. Krzywousty z Włostowicem zażądali od Wołodara i jego bojarów wieczystego pokoju z Polską i antyprzymierza z Pomorzanami. Spotkało się to z dezaprobatą ze strony Kościoła, chociaż parę lat później o Piotrze pisano już jako o „mężu jak najgoręcej oddanym czci Bożej, sprawie Kościoła i religii”. 
Za życia Piotr miał rzekomo ufundować wraz z małżonką 77 kościołów (czy innych obiektów sakralnych). Ten swoisty rozmach miał podłoże w niezwykłej religijności obojga Włostowiców.

### Małżeństwo
Piotr Włostowic pojął za żonę księżniczkę Marię, córkę Olega Michała. Piotr pojechał do Marii jako swat w imieniu księcia Bolesława Krzywoustego, swojego przyjaciela, owdowiałego po śmierci Zbysławy Światopełkówny, kuzynki Marii. Ci jednak przypadli sobie na tyle do gustu, że zakończyło się to ślubem. Dzięki temu mariażowi Piotr Włostowic stał się jednym z pierwszych ludzi w państwie i szwagrem następcy tronu.
Bunt palatyna książęcego Skarbimira herbu Awdaniec i jego konszachty z Wołodarem sprawiły, że stanowisko książęcego palatyna w 1117 (comes palatinus) otrzymał Piotr, który brał czynny udział w tłumieniu buntu. Palatyn (wojewoda) w rzeczywistości był drugą osobą w państwie, dowodził wojskiem w zastępstwie księcia, wyręczał go w sądach, sprawował nadzór nad bezpieczeństwem i porządkiem na dworze, a w razie małoletniości władcy zastępował go. Najprawdopodobniej na decyzję księcia o odwołaniu Piotra wpłynęła druga żona Bolesława – Salomea, gdy na świat zaczęły przychodzić jej dzieci. Księżna zdawała sobie sprawę, że najstarszy syn Krzywoustego – Władysław obejmie rządy po ojcu, a jej dzieci będą zdane na łaskę i niełaskę przyrodniego brata. Postanowiła więc postawić na stanowisku palatyna Wszebora swojego człowieka, który w przyszłości mógłby być podporą młodszych książąt. Wykorzystała do tego argument złamania słowa rycerskiego, danego Wołodarowi. Czyn ten został przez wielu potępiony i uznany niegodnym chrześcijanina i rycerza.

### Pokuta Włostowica
Wielki czyn Piotra na Rusi i okoliczności jego małżeństwa przyniosły mu wielką sławę lecz nie znalazły uznania w oczach Kościoła. Włostowic, jak każdy pobożny człowiek, poszedł do spowiedzi. Pokuta była surowa, miał bowiem ufundować siedemdziesiąt siedem kościołów. Rad nierad, aby zmazać grzechy, zadaną pokutę wypełnił. We Wrocławiu do jego fundacji należały wedle podań świątynie: Notre Dame (obecnie Najświętszej Maryi Panny), św. Idziego, opactwo benedyktynów na Ołbinie z kościołem św. Wincentego, św. Michała, Wszystkich Świętych oraz kościół św. Marcina. Opactwo niestety nie zachowało się do dziś, o jego dawnej świetności może świadczyć bardzo bogato zdobiony portal ołbiński, który jest obecnie umieszczony, jako portal kościoła pw. Marii Magdaleny we Wrocławiu. W Polsce najstarszy typ kościołów romańskich ochrzczono, od przydomka Włostowica – Dunin, mianem kościołów duninowych.
Według Jana Długosza Włostowic miał być też fundatorem kościoła parafialnego w Kazimierzu Biskupim - miejscowości będącej ważnym miejscem kultu Pięciu Braci Męczenników. Według innej hipotezy fundatorem świątyni miał być Piotr Wszeborowic Stary. 

### Po śmierci Krzywoustego
Po śmierci Krzywoustego w 1138 księciem zwierzchnim – seniorem został książę Władysław II Wygnaniec, najstarszy syn z pierwszego małżeństwa, Piotr Włostowic natomiast – powiernikiem i wykonawcą ostatniej woli Bolesława. Kraj miał być podzielony na dzielnice, oddane w dożywotni zarząd synom Krzywoustego. Ponownie został także palatynem na dworze książęcym. Znaczenie palatyna wzmacniało także dodatkowo prawo mianowania urzędników terytorialnych w całej Polsce, również w dzielnicach juniorów, co czyniło go osobą, od której decyzji zależą losy państwa.
Żona Władysława wymuszała na swoim mężu, aby zmienił wolę swojego ojca i przejął cały kraj pod swoją bezpośrednią władzę. Piotr wiedział, że taki manewr może zakończyć się wojną domową, dlatego też odradzał księciu takie posunięcie. Przy nieporozumieniu i zawiści żony Władysława – Agnieszki – Piotr miał popaść w książęcą niełaskę. Władysław rozpoczął działania wojenne przeciw braciom w 1142.

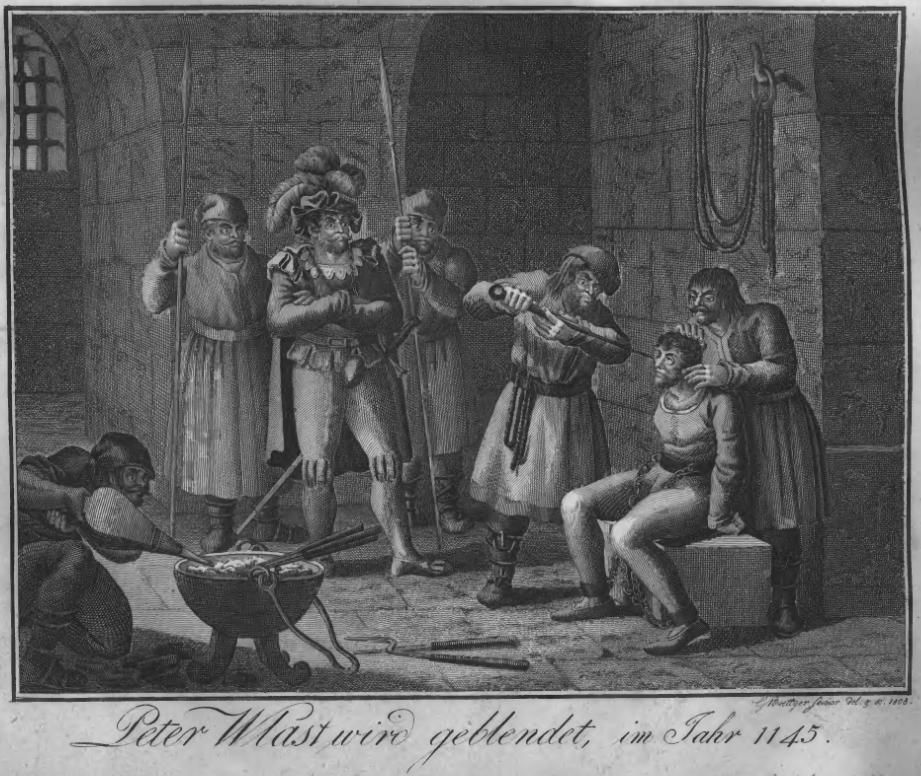
Scena oślepienia Piotra Własta. Miedzioryt Gottlieba Boettgera

Tymczasem coraz bardziej narastał konflikt pomiędzy Władysławem II a Piotrem Włostowicem. Skargi na Władysława i jego czyny wobec młodszych braci i podległych im dzielnic docierały do Piotra, aż ten wstawił się za uciemiężonymi. Postawa taka nie odpowiadała Władysławowi, domagającemu się jednoznacznego opowiedzenia się palatyna po którejś ze stron, tym bardziej, że coraz częściej myślał o koncepcji całkowitego usunięcia przyrodnich braci z ich dzielnic. Piotr Włostowic, który stał na straży przestrzegania statutu Krzywoustego na takie rozwiązanie zgodzić się nie mógł zwłaszcza, że po usunięciu juniorów nic już by nie stało na przeszkodzie, by pozbyć się również wszechwładnego wojewody. Czyn ten został potraktowany jako zdrada panującemu władcy.
Jeszcze w 1145 wydawało się, że do ostatecznych rozwiązań nie dojdzie, o czym świadczy fakt zaproszenia Władysława przez Piotra Włostowica na ślub córki, Beatrycze z Jaksą z Miechowa (lub jak niektórzy dowodzą Jaksą z Kopanicy). Na początku roku następnego książę senior uznał postępowanie Piotra za zdradę i polecił rycerzowi Dobkowi (Dobieszowi) uwięzić go. Dobek, wierny sługa Agnieszki, żony Władysława II sam zaoferował swoje usługi w tym niecnym czynie, mając na celu otrzymanie licznych włości należących do wojewody. Dobek przybył do dworu Włostowica na Ołbinie pod pozorem przekazania ważnych wiadomości od księcia. Nikt nie przeczuwał zdrady, więc komes zgodnie z dobrym obyczajem ugościł posła, polecił podać najlepsze wino, gdzie razem ucztowali do późnej nocy. Dobek poprosił Piotra, aby pozwolił mu się udać na spoczynek. Następnego dnia poseł wstał wcześniej i wraz ze swoimi ludźmi napadł na dwór, porwał wojewodę i osadził go w więzieniu. Pod licznymi namowami żony Agnieszki, która domagała się dla Włostowica kary śmierci – książę Władysław kazał Piotra, jako groźnego przeciwnika politycznego, oślepić, a jako oszczercę skazał go dodatkowo na obcięcie języka.

### Koniec życia i śmierć
Po wykonaniu wyroku w kraju zaczęło wrzeć. Wojna domowa była nieunikniona. Wielu stronników Włostowica przeszło na stronę młodszych braci. Dodatkowym problemem było udanie się wygnanego Piotra Włostowica na Ruś, gdzie palatyn skutecznie zniechęcił miejscowych książąt do polityki swojego byłego władcy, przy czym nie musiał się zbyt starać, gdyż Ruś w tym czasie również przeżywała przesilenie polityczne. List biskupa Mateusza do św. Bernarda z Clairvaux zawiera także projekt postawienia Włostowica na czele misji religijnej na Ruś. Ostatecznie Władysław został pokonany i musiał uciekać z Polski, stąd jego przydomek „Wygnaniec”. 
Po wygnaniu seniora, Piotr został przywrócony do łask i odzyskał majątek, ale wiek i kalectwo nie pozwalały mu na działalność polityczną. Legenda głosi, że w cudowny sposób odzyskał wzrok i mowę. Zmarł w 1153 roku, został pochowany obok żony w opactwie św. Wincentego na Ołbinie we Wrocławiu.
Według łęczyckiej tradycji, Piotra Własta pochowano w Archikolegiacie Łęczyckiej w Tumie koło Łęczycy. W zachodniej nawie archikolegiaty znajduje się romański nagrobek z postacią rycerza w szyszaku z mieczem. Według lokalnej legendy to grób Piotra Włostowica wraz z jedynym bodaj istniejącym wizerunkiem.
Pierwszym utworem opiewającym czyny Piotra jest Carmen Mauri, której jedyny rękopis zaginął w roku 1529 podczas rozbiórki opactwa na Ołbinie.

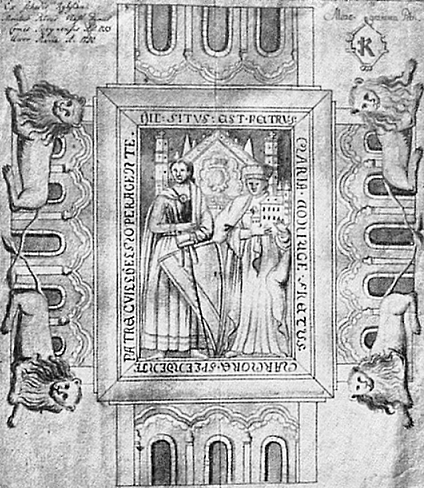
Rysunek przedstawiający nagrobek Piotra i Marii

## Teorie dotyczące pochodzenia
Według średniowiecznych kronikarzy polskich (Janko z Czarnkowa, Jan Długosz), Piotr Włostowic (Włast) przybył z Danii i stąd nazwisko Dunin. Natomiast nowożytni historycy polscy zakwestionowali skandynawskie pochodzenie rodu Piotra, twierdząc że Piotr Włostowic pochodził ze słowiańskiego, starego rodu książęcego (alti sanguinis princeps) ze Śląska, który z dawna miał majętności w okolicach Wrocławia. Świadczy o tym imię jego ojca – Włast, które to można wnioskować z patrominika (imienia, przydomka, nazwiska pochodzącego od imienia ojca) Włostowic. Imię ojca tego wielmoży przekazał mistrz Wincenty Kadłubek, nazywając Piotra - Vlostides.
Wiadomo również, że Piotr Włostowic nie używał nazwiska Dunin, ani nie posługiwał się herbem Łabędź, dopiero w XIV w. potomkowie Piotra zaczęli się nazywać Duninami (co najprawdopodobniej pochodziło od przekręcenia łacińskiej wersji imienia Dominik – Domin – Donin – Dunin). Trafiło to na podatny grunt wobec rodzącej się równocześnie legendy o duńskim pochodzeniu. O przybyciu Piotra z Danii pisze Janko z Czarnkowa w Kronice Wielkopolskiej. Opowieść tę przyjął również Jan Długosz w swoich rocznikach.
Już w XVII wieku historycy duńscy zakwestionowali opowieść Długosza wskazując, że żadne ze źródeł duńskich nie potwierdza jakoby w XII wieku władca duński został zamordowany przez brata. W XVIII wieku historyk Adam Tadeusz Naruszewicz uznał opowieść o wyprawie duńskiej Krzywoustego za legendę, absolutnie nieprawdziwą.
Sprawę pochodzenia Piotra definitywnie rozstrzyga bulla papieża Celestyna III z 9 kwietnia 1193 zatwierdzająca posiadłość opactwa NMP na Piasku. Bulla ta stwierdzała, że opactwo otrzymało od Piotra dziesięciny z posiadłości, które prawnie odziedziczył po ojcu i dziadku. Tak więc co najmniej od dwóch pokoleń przodkowie Piotra mieli majętności w okolicach Wrocławia.
Jest więc pewne, że protoplastą rodu (zwanego później rodem Łabędziów) był Piotr syn Włosta, nie z Danii lecz z Ołbina. Pewne jest zatem rodzime, śląskie pochodzenie rodu Duninów, inaczej uważał Franciszek Piekosiński bo według niego bulla papieża wcale nie wykluczała, że dziad Piotra Włostowica mógł przybyć na Śląsk z Danii Natomiast jest bardzo prawdopodobne, że w Danii przebywał i działał w czasie walk o tron Piotr Krystynowicz i jego można byłoby nazwać „Duńczykiem”. Czyny tego drugiego Piotra, któremu ród Duninów zawdzięcza nazwisko i herb zostały następnie przypisane Piotrowi Włostowicowi z Ołbina.
Według hipotezy współczesnego historyka, Marka Cetwińskiego – Piotr miał pochodzić z Rusi Kijowskiej, którą stworzyli i rządzili zeslawizowani wikingowie (Waregowie) ze Skandynawii.

## Obecność w kulturze
W 1878 Piotra Włostowica w swojej powieści historycznej Historia prawdziwa o Petrku Właście palatynie, którego zwano Duninem  opisał polski autor Józef Ignacy Kraszewski .